# 星新一賞
日経「星新一賞」（にっけい「ほししんいちしょう」、英語: The Hoshi Awards）は、2013年より始まった日本経済新聞社が主催する理系的な発想に基づいたショートショート、および短編小説を対象とした公募文学賞。ショートショート作品で知られた作家・星新一の名を冠している。

## 概要
一般部門、ジュニア部門に分けて募集されている。ジュニア部門は中学生以下が対象。応募は日本語による作品に限られ、一般部門とジュニア部門に同じ作品を重複して応募することはできない。なお、第3回から第9回までは学生部門 が別に設けられていたが、第10回の作品募集の際に一般部門に統合された（学生部門は専門学校を含む学校に在学中の25歳以下が対象）。日経新聞社と電通の協力による無料の「超ショートショートの書き方講座」などを開催し、テレビCMも放映された。
一般部門は人工知能など人間以外からの応募も可能。その際は、連絡可能な保護者か代理人を立てる必要がある。受賞作は、日本経済新聞社より無料で電子書籍配信される。

## 賞創設の経緯
2009年に「小松左京賞」「日本SF新人賞」が相次いで休止されたことに危機感を抱いた日本SF作家クラブが、何らかの新人賞の創設を企図し「星新一賞」を前提にスポンサーを探していたところ、星新一の次女でハワイ在住の星マリナの紹介により電通CDC（コミュニケーション・デザイン・センター）と接触、電通CDCプロデューサーの吉崎圭一も理系文学の構想を持っていたため、日経新聞社を主催者として2013年から応募が始まった。

### 人工知能（AI）との関係
主催者と公立はこだて未来大学の間で賞新設を前提にした接触があり、これが経緯となって「人工知能など人間以外からの応募」も可能なものとなった。現在は公立はこだて未来大学と、鳥海不二夫（東京大学教授）などによる「きまぐれ人工知能プロジェクト 作家ですのよ」のプロジェクトが進行している。
第3回では、人工知能（AI）による小説の創作に取り組んでいる研究者らが、4編の応募を行い、1次審査を通過した作品もあったことを報告した。ただし、現在の人工知能ではあらかじめストーリーを決めるなど人間の手助けが必要な部分が多く、松原仁によれば、AIの貢献度の点は「AIが2割で人間が8割」の評価である。執筆に際して人工知能が関わった（題材としてでなく）小説は、合わせて11作品の応募があった。

## 選考委員
最終選考委員
- 第1回：新井素子、益川敏英、野口聡一、石井裕、朝倉啓、滝順一
- 第2回：谷甲州、石黒浩、古川聡、冨田勝、水木伸子、滝順一
- 第3回：東野司、押井守、向井千秋、真鍋真、牧野隆、滝順一
- 第4回：恩田陸、小島秀夫、本川達雄、玉城絵美、矢野創、滝順一
- 第5回：太田光、貴志祐介、山崎直子、松尾豊、石田英輝、滝順一
- 第6回：藤井太洋、中野信子、森内俊之、大栗博司、辻井潤一、滝順一
- 第7回：夢枕獏、小野雅裕、池上高志、本仮屋ユイカ、坂本真樹、滝順一
- 第8回：中江有里、中島秀之、上田早夕里、橋本幸士、落合陽一、滝順一
- 第9回：ヤマザキマリ、梶尾真治、佐野幸恵、沖大幹、ムロツヨシ、滝順一
- 第10回：野口聡一、合原一幸、池澤春菜、美村里江、白井弓子、滝順一

中間選考委員
- 第1回 - 第8回：大森望、鏡明、牧眞司、山岸真
- 第9回 - 現在：鏡明、牧眞司、山岸真、三村美衣

## 受賞作
一般部門は優秀賞以上、ジュニア部門・学生部門はグランプリのみ記載。
| 回                                                              | 応募総数 | 応募総数 | 部門     | 賞                                 | 受賞者       | 受賞作                                                        |
| --------------------------------------------------------------- | -------- | -------- | -------- | ---------------------------------- | ------------ | ------------------------------------------------------------- |
| 第1回 (応募締切 2013年9月30日) (審査結果発表 2014年3月12日)     | 3057     | 2546     | 一般     | グランプリ（星新一賞）             | 遠藤慎一     | 「恐怖の谷」から「恍惚の峰」へ ～ その政策的応用              |
| 第1回 (応募締切 2013年9月30日) (審査結果発表 2014年3月12日)     | 3057     | 2546     | 一般     | 準グランプリ（IHI賞）              | 相川啓太     | ピロウ                                                        |
| 第1回 (応募締切 2013年9月30日) (審査結果発表 2014年3月12日)     | 3057     | 2546     | 一般     | 優秀賞（JBCCホールディングス賞）   | 春名功武     | 認証                                                          |
| 第1回 (応募締切 2013年9月30日) (審査結果発表 2014年3月12日)     | 3057     | 2546     | 一般     | 優秀賞（東京エレクトロン賞)        | 窓川要       | 朝に目覚ましの鳴る世界                                        |
| 第1回 (応募締切 2013年9月30日) (審査結果発表 2014年3月12日)     | 3057     | 511      | ジュニア | グランプリ（星新一賞）             | 松田知歩     | おばあちゃん                                                  |
| 第2回 (応募締切 2014年9月30日) (審査結果発表 2015年3月4日)      | 1954     | 1187     | 一般     | グランプリ（星新一賞）             | 相川啓太     | 次の満月の夜には                                              |
| 第2回 (応募締切 2014年9月30日) (審査結果発表 2015年3月4日)      | 1954     | 1187     | 一般     | 準グランプリ（IHI賞）              | 岩田レスキオ | 墓石                                                          |
| 第2回 (応募締切 2014年9月30日) (審査結果発表 2015年3月4日)      | 1954     | 1187     | 一般     | 優秀賞（JBCCホールディングス賞）   | 本間かおり   | ママ                                                          |
| 第2回 (応募締切 2014年9月30日) (審査結果発表 2015年3月4日)      | 1954     | 1187     | 一般     | 優秀賞（東京エレクトロン賞）       | 馬場万番     | 世界が2019年を勝ち取るためのアイデアを募集します              |
| 第2回 (応募締切 2014年9月30日) (審査結果発表 2015年3月4日)      | 1954     | 1187     | 一般     | 優秀賞（アマダ賞）                 | 遠無計太     | 神の双曲線                                                    |
| 第2回 (応募締切 2014年9月30日) (審査結果発表 2015年3月4日)      | 1954     | 767      | ジュニア | グランプリ（星新一賞）             | 利根悠司     | 回路                                                          |
| 第3回 (応募締切 2015年9月30日) (審査結果発表 2016年3月7日)      | 2561     | 1449     | 一般     | グランプリ（星新一賞）             | 佐藤実       | ローンチ・フリー                                              |
| 第3回 (応募締切 2015年9月30日) (審査結果発表 2016年3月7日)      | 2561     | 1449     | 一般     | 準グランプリ（IHI賞）              | 人鳥暖炉     | その空白を複製で                                              |
| 第3回 (応募締切 2015年9月30日) (審査結果発表 2016年3月7日)      | 2561     | 1449     | 一般     | 優秀賞（JBCCホールディングス賞）   | 相川啓太     | 第37回日経星新一賞最終審査 -あるいは、究極の小説の作り方-     |
| 第3回 (応募締切 2015年9月30日) (審査結果発表 2016年3月7日)      | 2561     | 1449     | 一般     | 優秀賞（東京エレクトロン賞）       | 佐原淘       | プロテイナ                                                    |
| 第3回 (応募締切 2015年9月30日) (審査結果発表 2016年3月7日)      | 2561     | 1449     | 一般     | 優秀賞（アマダホールディングス賞） | 月立淳水     | ビットフリップ                                                |
| 第3回 (応募締切 2015年9月30日) (審査結果発表 2016年3月7日)      | 2561     | 1449     | 一般     | 優秀賞（日本精工賞）               | 鈴木創       | プラスチドα                                                   |
| 第3回 (応募締切 2015年9月30日) (審査結果発表 2016年3月7日)      | 2561     | 763      | ジュニア | グランプリ（星新一賞）             | 新井清心     | 無色の美しさ                                                  |
| 第3回 (応募締切 2015年9月30日) (審査結果発表 2016年3月7日)      | 2561     | 349      | 学生     | グランプリ（星新一賞）             | 松尾泰志     | 2045年怪談                                                    |
| 第4回 (応募締切 2016年9月30日) (審査結果発表 2017年2月23日)     | 2572     | 1510     | 一般     | グランプリ（星新一賞）             | 之人冗悟     | OV元年                                                        |
| 第4回 (応募締切 2016年9月30日) (審査結果発表 2017年2月23日)     | 2572     | 1510     | 一般     | 優秀賞（JBCCホールディングス賞）   | 良野一       | 天資に手を伸ばす                                              |
| 第4回 (応募締切 2016年9月30日) (審査結果発表 2017年2月23日)     | 2572     | 1510     | 一般     | 優秀賞（東京エレクトロン賞）       | 澤英明       | パーフェクト・ケア                                            |
| 第4回 (応募締切 2016年9月30日) (審査結果発表 2017年2月23日)     | 2572     | 1510     | 一般     | 優秀賞（アマダホールディングス賞） | 木山省二     | 水仙                                                          |
| 第4回 (応募締切 2016年9月30日) (審査結果発表 2017年2月23日)     | 2572     | 1510     | 一般     | 優秀賞（日本精工賞）               | 本間かおり   | 赤い靴                                                        |
| 第4回 (応募締切 2016年9月30日) (審査結果発表 2017年2月23日)     | 2572     | 807      | ジュニア | グランプリ（星新一賞）             | 上西那智     | ボクのしょうかい。                                            |
| 第4回 (応募締切 2016年9月30日) (審査結果発表 2017年2月23日)     | 2572     | 255      | 学生     | グランプリ（星新一賞）             | 佐久間真作   | バベル以後                                                    |
| 第5回 (応募締切 2017年9月30日) (審査結果発表 2018年2月21日)     | 2209     | 1766     | 一般     | グランプリ（星新一賞）             | 八島游舷     | Final Anchors                                                 |
| 第5回 (応募締切 2017年9月30日) (審査結果発表 2018年2月21日)     | 2209     | 1766     | 一般     | 優秀賞（JBCCホールディングス賞）   | 小竹田夏     | Ｑ．Ｅ．Ｄ．の後で                                            |
| 第5回 (応募締切 2017年9月30日) (審査結果発表 2018年2月21日)     | 2209     | 1766     | 一般     | 優秀賞（東京エレクトロン賞）       | 弓永端子     | 終末のハスラー                                                |
| 第5回 (応募締切 2017年9月30日) (審査結果発表 2018年2月21日)     | 2209     | 1766     | 一般     | 優秀賞（アマダホールディングス賞） | 積木一棋     | 帰る旅                                                        |
| 第5回 (応募締切 2017年9月30日) (審査結果発表 2018年2月21日)     | 2209     | 1766     | 一般     | 優秀賞（日本精工賞）               | 白木レン     | ２０Ｘ３年のため息                                            |
| 第5回 (応募締切 2017年9月30日) (審査結果発表 2018年2月21日)     | 2209     | 1766     | 一般     | 優秀賞（旭化成ホームズ賞）         | 加瀬信行     | ひとめぼれ                                                    |
| 第5回 (応募締切 2017年9月30日) (審査結果発表 2018年2月21日)     | 2209     | 1766     | 一般     | 優秀賞（スリーボンド賞）           | 八島游舷     | 蓮食い人                                                      |
| 第5回 (応募締切 2017年9月30日) (審査結果発表 2018年2月21日)     | 2209     | 281      | ジュニア | グランプリ（星新一賞）             | 天波         | シズク                                                        |
| 第5回 (応募締切 2017年9月30日) (審査結果発表 2018年2月21日)     | 2209     | 162      | 学生     | グランプリ（星新一賞）             | 松尾泰志     | 冷蔵庫狩り                                                    |
| 第6回 （応募締切 2018年10月1日） （審査結果発表 2019年2月15日） | 2489     | 1564     | 一般     | グランプリ（星新一賞）             | 梅津高重     | SING×レインボー                                               |
| 第6回 （応募締切 2018年10月1日） （審査結果発表 2019年2月15日） | 2489     | 1564     | 一般     | 優秀賞（JBCCホールディングス賞）   | 安野貴博     | コンティニュアス・インテグレーション                          |
| 第6回 （応募締切 2018年10月1日） （審査結果発表 2019年2月15日） | 2489     | 1564     | 一般     | 優秀賞（東京エレクトロン賞）       | 竹内正人     | KANIKAMA                                                      |
| 第6回 （応募締切 2018年10月1日） （審査結果発表 2019年2月15日） | 2489     | 1564     | 一般     | 優秀賞（アマダホールディングス賞） | 揚羽はな     | Meteobacteria                                                 |
| 第6回 （応募締切 2018年10月1日） （審査結果発表 2019年2月15日） | 2489     | 1564     | 一般     | 優秀賞（日本精工賞）               | 神谷敦史     | アルティメットパッション                                      |
| 第6回 （応募締切 2018年10月1日） （審査結果発表 2019年2月15日） | 2489     | 1564     | 一般     | 優秀賞（旭化成ホームズ賞）         | マウチ       | 不安                                                          |
| 第6回 （応募締切 2018年10月1日） （審査結果発表 2019年2月15日） | 2489     | 1564     | 一般     | 優秀賞（スリーボンド賞）           | 代哲安       | ピピの物語                                                    |
| 第6回 （応募締切 2018年10月1日） （審査結果発表 2019年2月15日） | 2489     | 765      | ジュニア | グランプリ（星新一賞）             | 岩井太佑     | クローン                                                      |
| 第6回 （応募締切 2018年10月1日） （審査結果発表 2019年2月15日） | 2489     | 160      | 学生     | グランプリ（星新一賞）             | 藤田健太郎   | 創訳する少女                                                  |
| 第7回 応募締切 2019年9月30日） （審査結果発表 2020年2月13日）   | 1878     | 1459     | 一般     | グランプリ（星新一賞）             | 白川小六     | 森で                                                          |
| 第7回 応募締切 2019年9月30日） （審査結果発表 2020年2月13日）   | 1878     | 1459     | 一般     | 優秀賞（JBCCホールディングス賞）   | 荒金新也     | テツノオトシゴ                                                |
| 第7回 応募締切 2019年9月30日） （審査結果発表 2020年2月13日）   | 1878     | 1459     | 一般     | 優秀賞（東京エレクトロン賞）       | 鵜川龍史     | パペットと生ペット                                            |
| 第7回 応募締切 2019年9月30日） （審査結果発表 2020年2月13日）   | 1878     | 1459     | 一般     | 優秀賞（アマダホールディングス賞） | 東一眞       | ニューロマンザイ                                              |
| 第7回 応募締切 2019年9月30日） （審査結果発表 2020年2月13日）   | 1878     | 1459     | 一般     | 優秀賞（日本精工賞）               | 関元聡       | Black Plants                                                  |
| 第7回 応募締切 2019年9月30日） （審査結果発表 2020年2月13日）   | 1878     | 1459     | 一般     | 優秀賞（旭化成ホームズ賞）         | 人鳥暖炉     | ムーンショット研究申請書                                      |
| 第7回 応募締切 2019年9月30日） （審査結果発表 2020年2月13日）   | 1878     | 1459     | 一般     | 優秀賞（スリーボンド賞）           | 山﨑夏梳     | プラスチックのない島で                                        |
| 第7回 応募締切 2019年9月30日） （審査結果発表 2020年2月13日）   | 1878     | 238      | ジュニア | グランプリ（星新一賞）             | 池田玲亜     | 折り紙                                                        |
| 第7回 応募締切 2019年9月30日） （審査結果発表 2020年2月13日）   | 1878     | 181      | 学生     | グランプリ（星新一賞）             | 松尾泰志     | 就活人間                                                      |
| 第8回 応募締切 2020年9月30日） （審査結果発表 2021年2月17日）   | 2339     | 1867     | 一般     | グランプリ（星新一賞）             | 村上岳       | 繭子                                                          |
| 第8回 応募締切 2020年9月30日） （審査結果発表 2021年2月17日）   | 2339     | 1867     | 一般     | 優秀賞（東京エレクトロン賞）       | 松樹凛       | 『ペンを取ってくれませんか？』                                |
| 第8回 応募締切 2020年9月30日） （審査結果発表 2021年2月17日）   | 2339     | 1867     | 一般     | 優秀賞（アマダ賞）                 | 明野海       | 詠人不知 よみびとしらず                                       |
| 第8回 応募締切 2020年9月30日） （審査結果発表 2021年2月17日）   | 2339     | 1867     | 一般     | 優秀賞（旭化成ホームズ賞）         | 大木裕史     | インテリ金次郎                                                |
| 第8回 応募締切 2020年9月30日） （審査結果発表 2021年2月17日）   | 2339     | 1867     | 一般     | 優秀賞（スリーボンド賞）           | 鵜川龍史     | 時の器                                                        |
| 第8回 応募締切 2020年9月30日） （審査結果発表 2021年2月17日）   | 2339     | 1867     | 一般     | 優秀賞（図書カード賞）             | 鈴木夢翔     | 犬。                                                          |
| 第8回 応募締切 2020年9月30日） （審査結果発表 2021年2月17日）   | 2339     | 217      | ジュニア | グランプリ（星新一賞）             | 窪田美空     | ケラの幸福論                                                  |
| 第8回 応募締切 2020年9月30日） （審査結果発表 2021年2月17日）   | 2339     | 255      | 学生     | グランプリ（星新一賞）             | 橋口創一     | 二〇五〇年度 K大学 入学試験問題（オンライン型・文理融合学類） |
| 第9回 応募締切 2021年9月30日） （審査結果発表 2022年2月18日）   | 2603     | 2022     | 一般     | グランプリ（星新一賞）             | 関元聡       | リンネウス                                                    |
| 第9回 応募締切 2021年9月30日） （審査結果発表 2022年2月18日）   | 2603     | 2022     | 一般     | 優秀賞（東京エレクトロン賞）       | 武藤大貴     | 思い出は残り香に                                              |
| 第9回 応募締切 2021年9月30日） （審査結果発表 2022年2月18日）   | 2603     | 2022     | 一般     | 優秀賞（アマダ賞）                 | Mouki        | 味覚転送システムの未来について                                |
| 第9回 応募締切 2021年9月30日） （審査結果発表 2022年2月18日）   | 2603     | 2022     | 一般     | 優秀賞（旭化成ホームズ賞）         | 中村有理     | 問われている。                                                |
| 第9回 応募締切 2021年9月30日） （審査結果発表 2022年2月18日）   | 2603     | 2022     | 一般     | 優秀賞（図書カード賞）             | 葦沢かもめ   | あなたはそこにいますか？                                      |
| 第9回 応募締切 2021年9月30日） （審査結果発表 2022年2月18日）   | 2603     | 235      | ジュニア | グランプリ（星新一賞）             | 小林宗太     | カーテンコール                                                |
| 第9回 応募締切 2021年9月30日） （審査結果発表 2022年2月18日）   | 2603     | 346      | 学生     | グランプリ（星新一賞）             | 紺せまる     | Love is free                                                  |
| 第10回 応募締切 2022年9月30日） （審査結果発表 2023年2月22日）  | 2767     | 2225     | 一般     | グランプリ（星新一賞）             | 関元聡       | 楕円軌道の精霊たち                                            |
| 第10回 応募締切 2022年9月30日） （審査結果発表 2023年2月22日）  | 2767     | 2225     | 一般     | 優秀賞（東京エレクトロン賞）       | 井本尚登     | エターナル・エンプレス                                        |
| 第10回 応募締切 2022年9月30日） （審査結果発表 2023年2月22日）  | 2767     | 2225     | 一般     | 優秀賞（アマダ賞）                 | 亀山建太郎   | 五億年越しのパートナーシップ                                  |
| 第10回 応募締切 2022年9月30日） （審査結果発表 2023年2月22日）  | 2767     | 2225     | 一般     | 優秀賞（旭化成ホームズ賞）         | 青庭遠       | 春発つ日                                                      |
| 第10回 応募締切 2022年9月30日） （審査結果発表 2023年2月22日）  | 2767     | 2225     | 一般     | 優秀賞（図書カード賞）             | 木口まこと   | おじいちゃんの樹                                              |
| 第10回 応募締切 2022年9月30日） （審査結果発表 2023年2月22日）  | 2767     | 542      | ジュニア | グランプリ（星新一賞）             | 本宮笙太     | 電動と手動                                                    |